# BETA (lenguaje de programación)
BETA es un lenguaje puro orientado a objetos que se originó dentro de la "Escuela Escandinava" en orientación a objetos donde se desarrolló el primer lenguaje orientado a objetos Simula . Entre sus características notables, introdujo clases anidadas y clases unificadas con procedimientos en los llamados patrones.
El proyecto está inactivo a partir de octubre de 2020.

## Características

### Resumen técnico
Desde una perspectiva técnica, BETA ofrece varias características únicas. Las clases y los procedimientos se unifican en un solo concepto, un patrón . Además, las clases se definen como propiedades/atributos de los objetos. Esto significa que no se puede instanciar una clase sin un contexto de objeto explícito. Una consecuencia de esto es que BETA admite clases anidadas . Las clases se pueden definir virtualmente, al igual que los métodos virtuales en la mayoría de los lenguajes de programación orientados a objetos. Las entidades virtuales (como métodos y clases) nunca se sobrescriben; en cambio, se redefinen o se especializan.
BETA utiliza la perspectiva orientada a objetos en la programación y tiene amplias capacidades para la programación funcional y de procedimientos. Tiene poderosos mecanismos de abstracción para realizar la identificación de objetos, clasificación y composición. BETA es un lenguaje de tipado estático como Simula, Eiffel y C++, y la mayoría de las comprobaciones de tipo se realizan durante la compilación. BETA tiene como objetivo lograr un equilibrio óptimo entre la verificación de tipos durante la compilación y la verificación de tipos durante la ejecución.
Una característica importante y peculiar del lenguaje es el concepto de patrones. En otro lenguaje de programación, como C++, uno tendría muchas clases y procedimientos. BETA expresa ambos conceptos usando patrones.

Por ejemplo, una clase simple en C++ tendría la forma
```
class
 
point
 
{

  
int
 
x
,
 
y
;

};

```

En BETA, la misma clase podría estar representada por el patrón
```
point
:
 
(
#

  
x
,
 
y
:
 
@
integer

#
)

```

Es decir, una clase llamada punto tendrá dos campos, x e y, de tipo entero . Los símbolos (# y #) introducen patrones. El signo de dos puntos se utiliza para declarar patrones y variables. El signo @ antes del tipo entero, en las definiciones de campo, especifica que son campos enteros y no, por el contrario, referencias, matrices u otros patrones.

Para otra comparación, un procedimiento en C++ podría tener la forma
```
int
 
max
(
int
 
x
,
 
int
 
y
)

{

  
if
 
(
x
 
>=
 
y
)

  
{

    
return
 
x
;

  
}

  
else

  
{

    
return
 
y
;

  
}

}

```

En BETA, tal función podría escribirse usando un patrón
```
max
:
 
(
#

  
x
,
 
y
,
 
z
:
 
@
integer

enter
 
(
x
,
 
y
)

do

  
(
if
 
x
 
>=
 
y
 
// True then

    
x
 
->
 
z

  
else

    
y
 
->
 
z

  
if
)

exit
 
z

#
)

```

La x, y y z son variables locales. La palabra clave enter especifica los parámetros de entrada al patrón, mientras que la palabra clave exit especifica el resultado de la función. Entre los dos, la palabra clave do prefija la secuencia de operaciones a realizar. El bloque condicional está delimitado por (if y if), es decir, la palabra clave if pasa a formar parte del paréntesis de apertura y cierre. la comprobación del valor lógico Verdadero, se efectúa a través de // True dentro de un bloque if. Finalmente, el operador de asignación -> asigna el valor de su lado izquierdo a la variable de su lado derecho.

### ¡Hola Mundo!
Este fragmento imprime la línea estándar "¡Hola, mundo!" :
```
(#
do ’Hola Mundo!’->PutLine
#)

```

## Otras lecturas
- Ole Lehrmann Madsen, Birger Møller-Pedersen, Kristen Nygaard: Object-Oriented Programming in the BETA Programming Language,
- Bent Bruun Kristensen, Ole Lehrmann Madsen, Birger Møller-Pedersen: The When, Why and Why Not of the BETA Programming Language, ACM History of Programming Languages III, Conferencia, San Diego 2007,